# 戰艦世界
《戰艦世界》（曾用名 World of Battleships），是一款20世紀上半期海戰主題的3D大型多人在線角色扮演射击游戏（MMOFPS），採用玩家對戰及玩家聯合作戰的遊戲模式，由戰遊網公司開發和發行運營。玩家在能遊戲中投入二十世紀上半葉的大規模海戰，指揮歷史上的軍艦爭奪公海霸權。該遊戲於2014年7月展開前導測試（Alpha Test），僅被選上的300位玩家在遵守保密協定下，進行遊戲測試。於2015年3月12日開放封閉測試（CBT），前導測試玩家自動獲得封閉測資格，並釋放了名額供申請抽選（並未公布明確的名額數量）。同年7月2日展開公開測試（OBT），擁有前導測試與封閉測試資格的玩家能夠能夠參與，該遊戲已於2015年9月17日正式上線開放註冊，為戰遊網旗下戰爭三部曲之一，另外兩款分別是坦克世界和戰機世界。

## 遊戲內容

### 操作方式
與《戰車世界》大致相同，使用鍵盤上的 W、A、S、D 進行移動，前進四檔後退一檔，另外有Q、E鍵為固定舵功能以便玩家迴轉和Ｚ鍵來跟隨砲彈與魚雷視角，不一樣的是考量船艦的物理運動性，即使船艦停止引擎也無法直接停止船艦，而是需要透過海水與空氣阻力減速直到停止。
主炮與魚雷瞄準使用鼠标進行，副炮與高射砲則與《戰機世界》的後機槍一樣由電腦判斷自行瞄準攻擊，但是玩家可以通过O键来指定集火方向（僅分為左、右兩舷，即是指定其中一邊加強火力）。移動滑鼠的同時，戰艦上所有的主砲和魚雷發射器會自動移往準星，按P鍵可以關閉或者開啟副砲和防空砲自動射擊。左鍵點擊、雙擊、按住，則分別能以單發、齊射、連續這三種不同方式進行射擊。
按住滑鼠右鍵則能夠在不移動砲口的情況下，移動視角觀察四周。也可以切換到自動駕駛模式，只要在地圖上設定要前往的航點，戰艦就會自動前往目的地。
有與《戰機世界》類似的戰術地圖，按M鍵即可顯示出來，不同的是本遊戲採用3D模式呈現，並增加了設定自動駕駛引航點的功能，按Shift鍵能最多連續設置五點。

### 指揮官系統
由於真實的軍艦船員人數極多，為避免複雜化，遊戲過程中甲板上不會有船員走動的畫面，因此遊戲中的每艘艦船僅設置有指揮官系統。
這個系統是在遊戲中，在玩家購買每一種階段的每艘軍艦時，都將同時雇用內建的艦船指揮官，透過點選學習技能，為玩家的每場戰鬥帶來加成。其中玩家也可以用資源交換來雇用「獨特指揮官」，在點選技能時，比內建指揮官較具有強化效用。
同時也透過完成遊戲任務可獲得二戰史實海軍名將作為艦船的「獨特史實指揮官」，在戰鬥中達成特定條件時，就能夠觸發天賦效果，為整場戰鬥帶來更多的技能、經驗、與收入的加成。
目前有八名「獨特史實指揮官」已实装上线，分别是美國海軍五星上將小威廉·哈爾西、英國海軍元帥安德魯·康寧漢子爵、自由法國海軍上將菲利普·奥布瓦诺、德國海軍上將約翰·呂特晏斯、日本聯合艦隊司令官山本五十六（在中國服中被八足章魚替代）、蘇聯海軍元帥尼古拉·庫茲涅佐夫、意大利皇家海軍上將路易吉·桑索內蒂，以及萨镇冰（中國服名：鼎铭）。

### 對戰方式
主要以12對12的模式對戰，另外《戰機世界》中攻擊地面目標賺取積分的模式將不會引至此款遊戲中。
目前模式分為一般戰鬥、制海權、熱點和情境戰鬥四種，每場限制時間為20分鐘。一般戰鬥是擊毀敵方所有艦艇或是佔領對方基地；遭遇戰是擊毀敵方所有艦艇或是佔領中立基地；熱點是由好幾個同心圓組成的地區，要透過佔領地區來搶先獲得1000點；制海權是透過佔領地區與擊毀敵方艦艇來獲得領先敵方隊伍的點數，想要獲得勝利，要比敵方隊伍先一步獲得1000點，當隊伍分數達到0點時就會輸掉，而限制時間到的時候，由分數較高的隊伍獲勝。情境作戰由一系列的行動所構成，各項行動有著自己的背景、特殊戰鬥條件、任務、還有目標，3個行動甚至會在專屬開發的新地圖上進行。情境戰鬥模式將以7名玩家所組的隊伍，對抗電腦對手的方式進行。 相較於過往的玩家對抗電腦戰鬥，情境戰鬥將會遵循一系列的情境、出現各種隨機事件，要求玩家完成各項任務。与战游网其他游戏相同，战舰世界也允许玩家组成公会与其他公会进行团体对战。

### 國家陣營
戰艦世界公測時期僅有美國（美國海軍）及日本（大日本帝國海軍）研發線，英國、德國與蘇聯則供應些許的加值船艦。
上線後目前已提供研發線的海軍船艦國別有美國、日本、德國（德意志帝國海軍與納粹德國戰爭海軍）、蘇聯（俄羅斯帝國海軍與蘇聯海軍）、英國（英國皇家海軍）、法國（法國海軍）、意大利（義大利皇家海軍）、泛亞（由中華民國海軍、泰國皇家海軍、印尼海軍、大韓民國海軍、中国人民解放军海军、马来西亚皇家海军等混合組成）、歐洲（由波蘭海軍、奧匈帝國海軍、瑞典海軍、土耳其海军、挪威海军、南斯拉夫海军等混合組成）、泛美（由阿根廷共和國海軍、巴西海軍、墨西哥海軍、秘鲁海军、智利海军、哥伦比亚海军等混合組成）、荷蘭（荷蘭皇家海軍）、西班牙（西班牙海軍），另外英联邦（澳大利亚皇家海軍、加拿大皇家海軍、紐西蘭皇家海軍、印度海军）等阵营則僅推出加值船艦而尚未有研發線。

### 艦艇
目前戰艦世界的艦艇的大分类有航空母艦、战列舰、巡洋艦、驅逐艦、潛水艦五種。航空战列舰/航空巡洋舰於0.10.5更新時加入。此外有運輸船等不能遊玩的艦艇。
驅逐艦、部分巡洋艦和少數战列舰搭載魚雷發射器，大部分驱逐舰和少數巡洋舰、战列舰搭载烟雾发生器，大部分驱逐舰及少數巡洋舰、战列舰搭載引擎增壓以提高航速。

## 評價
《戰艦世界》在Metacritic獲得81%的評分。IGN則在10分內給予8.3分，說明戰鬥感很好而且團隊作戰的設計令人滿意。GameSpot則在10分內給予8.0分，並說：「在等待往下解鎖新船的過程中，充滿著驚險與刺激，使《戰艦世界》這款免費遊戲有如大海的波盪般誘人。」。The Escapist則在五分中給予四分，並表示：「憑藉著緊張的海戰與雄偉的歷史軍艦，《戰艦世界》是款能讓每個人激發成戰爭玩家的免費大型多人線上遊戲。」。

## 爭議

### 艦船旗幟問題
2013年推出的《戰艦世界》預告片，因影片中的日軍船艦上出現舊日本海軍的軍艦旗旭日旗，而被韓国玩家抗議。由於旭日旗至今仍在部分國家（大多數為二戰期間被日本侵略）被視為日本軍國主義的象徵，而韓国正是其中之一，進而引發韓國玩家集體抗議。戰遊網事後將影片中的旭日旗移除，並表示也會將遊戲內的旭日旗移除。現行的影片版本中和所有遊戲伺服器（中國大陸除外）上，日本海軍艦船懸掛著的是現行的日本國旗「日章旗」。
除此以外，也因為歷史原因和政治正確因素影響，遊戲中納粹德國海軍所用的軍艦旗中的納粹標誌也被更改為鐵十字標誌；原本泛亞科技樹（由數個亞洲國家海軍的艦船拼湊而成的一支科技樹）之中中華民國籍船艦所使用的青天白日滿地紅旗觸動兩岸政治敏感神經，引起部分中國大陸地區玩家的不滿與抗議（詳見：海峽兩岸關係）。所以原本各艦船沿用所屬國的旗幟，在本遊戲上線Steam後，也全數更改為虛構的「泛亞龍旗」。並預計於2018年初增加可更改艦船旗幟的功能，以解決此類問題。

### Poi洗版
2015年初《戰艦世界》開始進行公測，開放所有玩家註冊遊玩，然而開放不久各地大量玩家抱怨其訊息欄常遭Poi這個意味不明的詞洗版。其成因是戰艦世界的新進玩家中尤其是东亚地區不少是日本知名網頁遊戲《艦隊Collection》（中文常譯為「艦隊收藏」，玩家常暱稱為「艦娘」）的玩家（多自稱提督），且此時正值該作品動畫放送時期，他們把當中角色夕立的口頭禪Poi當作招呼語使用。然而實際上《戰艦世界》仍有大量的玩家並不清楚這款作品，使他們不明白這詞的意義何在，而且此舉常導致重要訊息被洗掉或遮住隊友狀態列影響遊戲品質，引來不少非艦隊Collection的玩家不滿，並直接在訊息欄上開罵。後來官方修改了訊息欄與狀態列的排序，而Poi洗版的問題也隨時間過去情況已有所改善。

### 大陆版的艦船名問題
在中國大陸，戰艦世界大陆版由空中網代理運營，因應政策要求，將美國、日本、蘇聯以及德國分別改稱M系、R系、S系以及D系，顯示旗幟的則全盤被替換為圖案要素類似的虛構旗幟，而艦船名稱基本維持不變，但對於舊日本海軍的船艦，艦名卻因运营方避嫌的影響而數度重新命名，像是改用日語羅馬字、基本恢復原有艦名或是直接以動物名命名的情況都有出現。儘管艦船名稱問題不至於影響遊戲性，但是仍有不少中國大陸的玩家對此表示異議。不過，通過某些遊戲模組，可令大陆版恢復原版翻譯。

## 跨界合作

### 《蒼藍鋼鐵戰艦》

「太空模式」中推出的Zaya（以藏王為原型修改）

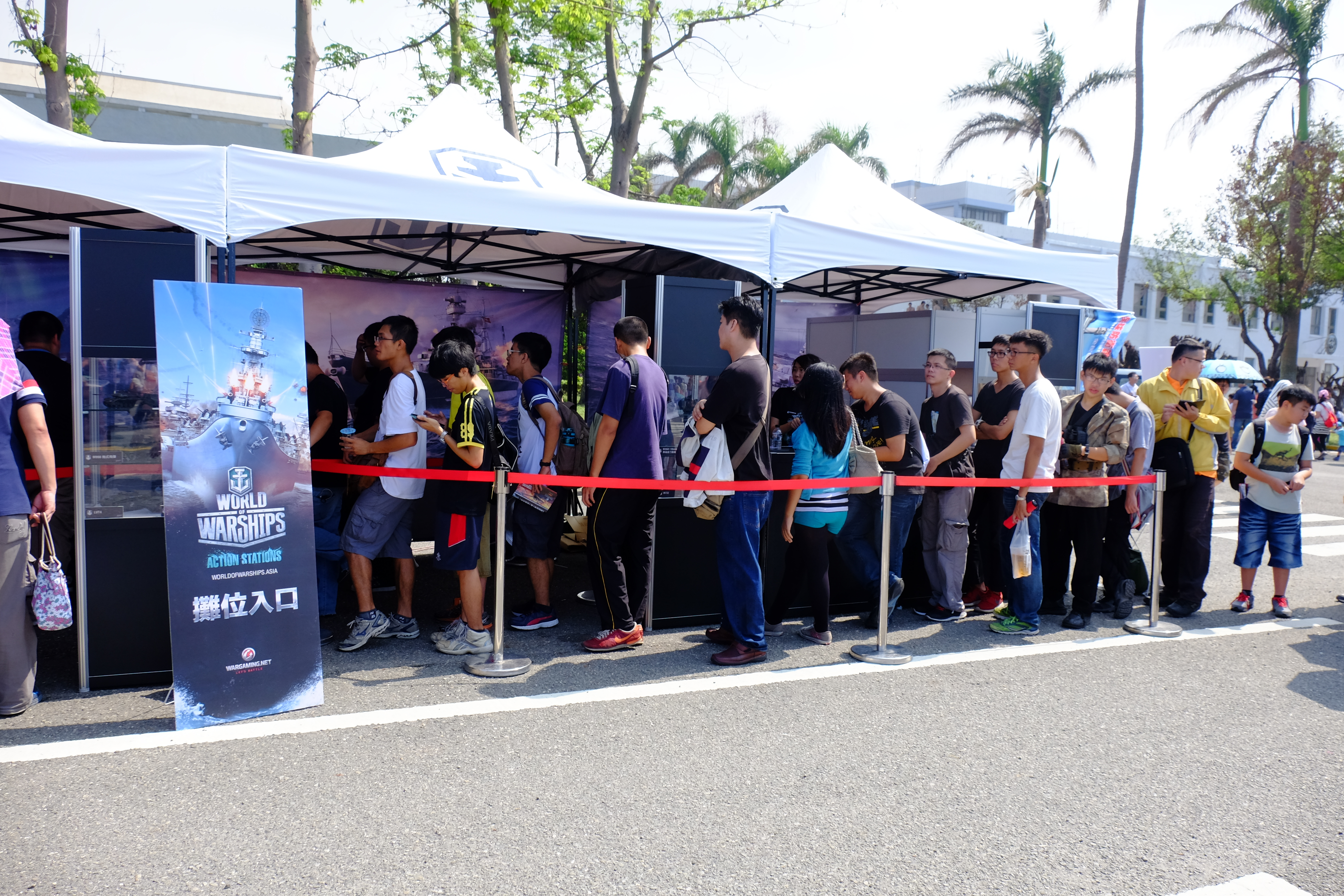
2015年10月24日左營軍港營區開放活動下午，戰遊網《戰艦世界》攤位前排隊等待體驗遊戲的玩家。

2014年9月16日，戰遊網預告，將於2014东京电玩展宣佈，尚在封測階段中的《戰艦世界》會跟《戰車世界》與《少女与战车》一樣有合作對象。9月18日，戰遊網正式宣布合作對象便是《蒼藍鋼鐵戰艦》動畫組，並邀請flying DOG製作人南健及擔任伊歐娜聲優的淵上舞登台暢談合作感想。
2015年的愚人節活動「太空模式」中，有推出艘XXX階的的粉色系重巡洋艦Zaya，其艦身有《蒼藍鋼鐵戰艦》高雄的艦紋。同年12月官方公佈將正式啟動合作內容，先於年底新增港口選擇功能時順勢推出《蒼藍鋼鐵戰艦》劇中的未來要塞港橫須賀作為港口風格之一，而將推出的海霧船艦亦將只能在選擇此港口時才會出現。
2016年開始正式推出《戰艦世界》和《蒼藍鋼鐵戰艦》合作企劃，與電腦版的《戰車世界》與《少女與戰車》合作形式略有不同，玩家並非直接從官網下載外掛模組來使用，而是以完成特別任務來取的專用的海霧船艦（較類似《戰車世界：閃擊戰》與《少女與戰車》的合作形式）。各地伺服器推出的任務進度不盡相同，亞洲伺服器於1月1日開始至年底依序推出金剛、妙高、霧島、榛名、羽黑、比叡、足柄、那智和高雄的ARP專屬船艦和指揮官（心智模型），另外也提供了伊歐娜和千早群像指揮官（但尚無專屬船艦），使用ARP專屬船艦遊戲語音將由各角色聲優擔任，配音尚未完成的暫時統一由淵上舞配音。由於第一階段金剛與妙高挑戰時任務條件設定過於艱辛而遭大量玩家投訴抱怨，因此其後的任務達成條件降低難度，並一度重啟部分任務讓未完成的玩家得以圓夢。歐洲伺服器亦有推出專屬任務，完成者將可獲得海霧艦隊的比叡艦長。

### 《敦克爾克大行動》
戰遊網與華納兄弟合作，在電影《敦克爾克大行動》上映的同一天推出了在敦克爾克的新任務。活動與同年的獵殺俾斯麥號活動相仿，完成收藏后可以獲得特殊獎勵英國特殊艦長Jack Dunkirk。活動在劇情戰鬥模式展開，模擬了發電機行動的情景。
此外，在大陸地區伺服器中，活動中使用的艦船發放給玩家時附送了一位英國19級艦長與一位法國19級艦長（通過正常遊戲來取得一位19級艦長通常需要半年或以上，這些艦長原本應只適用於活動艦船，但實際上他們也可以被任命至非活動艦船），而在活動結束時由於系統問題（暫不詳）導致發放的艦長無法收回，官方亦撤回了之前發佈的會收回艦長的公告，由於此次事故導致玩家獲益不菲，因此此事件被大陸玩家稱之為“白嫖艦長”。

### 《高校艦隊》
2016年9月15日，戰遊網預告。2017年6月27日發佈企劃專訪。所有HSF艦船擁有還原動畫作品的塗裝和獨特的艦長語音系統。2017年6月30日至8月4日開放發售HSF 施佩伯爵海軍上將號（六階巡洋艦）與HSF 晴風（八階驅逐艦）。

### 大師聯名系列： 藝術家小林誠
2017年9月21日，戰游網以東京電玩展2017為契機，宣佈將與著名畫師小林誠聯合推出擁有獨特塗裝的8级戰鬥艦紀伊。随后，小林诚也陆续推出了日本圖紙战列舰爱鹰和意大利战列舰罗马的特别涂装。

### 《碧藍航線》
2018年4月1日，WG於日文官方推特發布愚人節新聞，稱該遊戲即將與大陆製艦娘遊戲《碧藍航線》合作，由上海悠星所經營的《碧航》日文官方推特也以轉貼方式回敬；隨後於4月2日，WG亞洲伺服器官網正式發布並證實，該遊戲預定與《碧藍航線》合作，並於4月21日公布合作細節。
- 《戰艦世界》遊戲中將實裝《碧藍航線》遊戲內的部分艦長和語音包：美航企業、美巡克里夫蘭、德巡希佩爾、英戰胡德、英戰納爾遜、英巡貝爾法斯特、蘇巡阿芙樂爾。
- 《碧藍航線》遊戲中將實裝《戰艦世界》內的部分历史尚未建成艦艇共二十二艘，一期六艘：法巡路易九世、德巡羅恩、英戰君王、日戰出雲、日巡伊吹、英巡海王星；二期六艘：日巡吾妻、德战腓特烈大帝、日驱北风、美巡西雅图、法战加斯科涅、美战佐治亚；三期五艘：英巡德雷克、英巡柴郡、德巡美因茨、德（战）巡奥丁、法战香槟；四期五艘：德航奧古斯特．馮．帕賽瓦爾、義戰馬可波羅、美巡安克拉治、德巡埃吉爾、日航白龍；五期五艘：英巡普利茅斯、德戰鲁普雷希特亲王、亞巡哈尔滨、蘇航契卡洛夫、法巡布雷斯特。